# Georges Louis Edmond Jullien
Pour les articles homonymes, voir Jullien.
Georges Louis Edmond Jullien  est un général français, né à Livron (Drôme) le 23 juin 1858, décédé le 27 juillet 1933 à Nogent-sur-Marne.

## Biographie
Diplômé de la prestigieuse École polytechnique (promotion 1878), il intègre en octobre 1880 l’École d'application d'artillerie de Fontainebleau, dont il sort lieutenant le 1er octobre 1882. Ayant intégré le 1er régiment de Génie de Versailles, il participe à la Expédition du Tonkin de janvier 1884 à mai 1886. Nommé capitaine en mars 1885, il se rend à Hué comme chargé du Service du Génie, et lorsque fut créée la Chefferie du Génie de Hué, le 1er Janvier 1886, il en prend la direction de cette formation. Il supervise alors la construction des premiers bâtiments militaires de la Légation et de la Concession, qui organise cette Concession et la met en état de défense. Le lieutenant Jullien, ayant terminé ses travaux à Hué , rentre au Tonkin pour y prendre le commandant de la section d’aérostiers du 1er régiment de génie, composé de 4 sous-officiers, 21 caporaux et sapeurs et 44 coolies,,. Il participe ensuite à l’Expédition de Madagascar de février à novembre 1897. Il passe successivement chef de bataillon en août 1900, lieutenant-colonel en janvier 1907, colonel en mars 1911 puis général de brigade le 18 décembre 1914. Il assure ensuite la charge de Directeur du Génie au Ministère de la Guerre, et de Membre du Conseil supérieur de surveillance des eaux destinées à l'alimentation de l'armée. Il est nommé commandeur de la Légion d'honneur le 29 décembre 1917 puis promu grand officier le 16 juillet 1920.

### Décorations
- Grand officier de la Légion d'honneur (16 juillet 1920)
  -  Commandeur de la Légion d'honneur (29 décembre 1917)
  -  Officier de la Légion d'honneur (10 juillet 1913)
  -  Chevalier de la Légion d'honneur (21 août 1886)
- Croix de guerre 1914–1918 avec citation à l’ordre du régiment (étoile de bronze)
- Officier de l'ordre des Palmes académiques
- Médaille commémorative de l'expédition du Tonkin
- Médaille coloniale agrafe « Madagascar »
- Médaille interalliée de la Victoire
- Médaille commémorative de la guerre 1914–1918
- Grand Officier de l'Ordre de l'Ouissam Alaouite
- Officier de ordre de l'Étoile d'Anjouan
- Officier de l'ordre du Dragon d'Annam
- Officier de l'Ordre royal du Cambodge
- Commandeur de l'ordre de Léopold (Belgique)
- Commandeur de l'Ordre de l'Aigle blanc (Serbie)